# Ncaang
Ncaang är en ort (village) i distriktet Kgalagadi i sydvästra Botswana. 